# Domenico Modugno

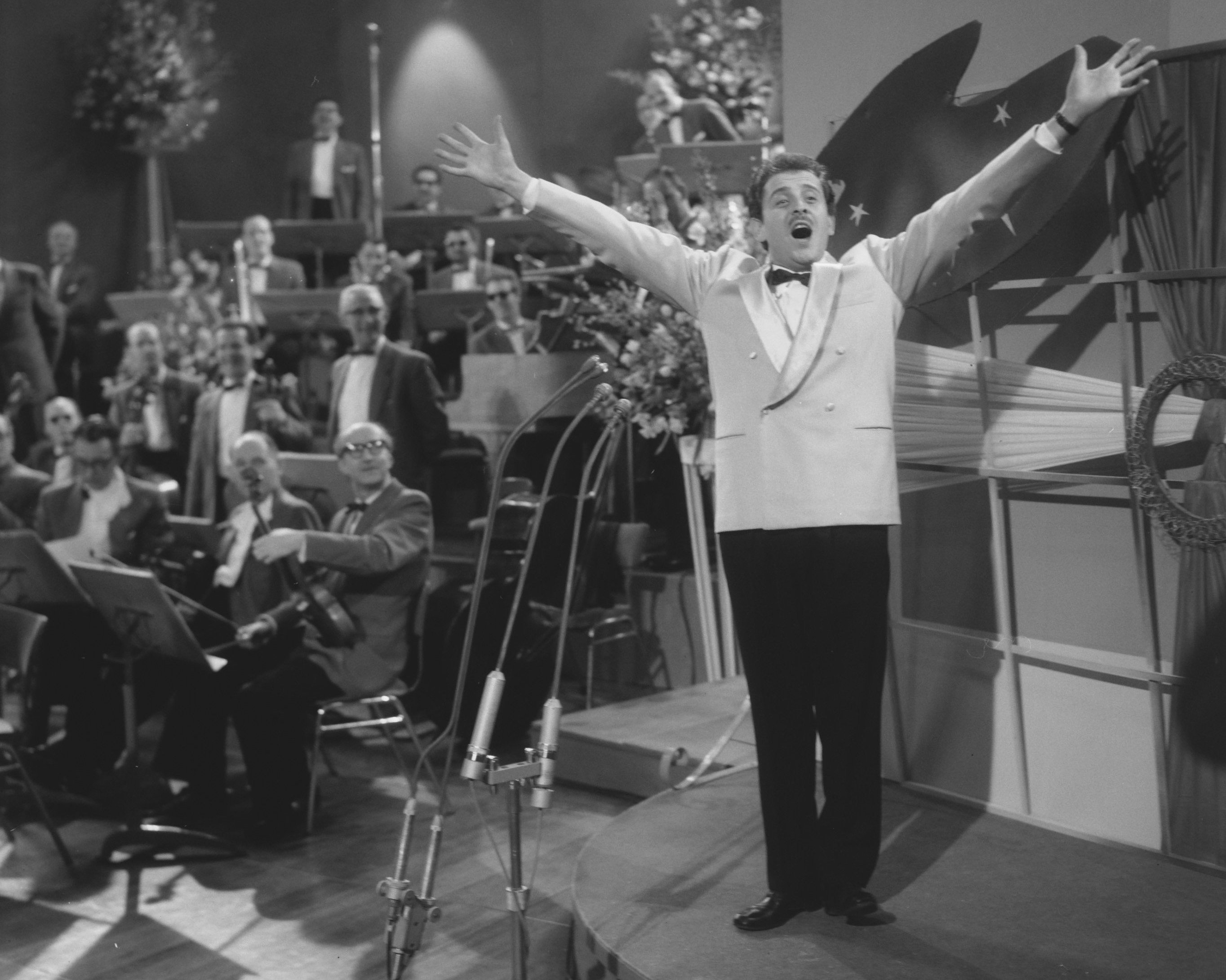
Modugno beim Grand Prix Eurovision de la Chanson 1958

Domenico Modugno (* 9. Januar 1928 in Polignano a Mare; † 6. August 1994 auf Lampedusa) war ein italienischer Cantautore, Schauspieler und Politiker. 1958 gelang ihm mit Nel blu, dipinto di blu ein Welthit. Als Erneuerer von Form, Stil und Inhalten kommt ihm eine herausragende Position in der Geschichte der italienischen populären Musik zu. Er gewann viermal das Sanremo-Festival und nahm dreimal für Italien am Eurovision Song Contest teil.

## Leben und Karriere

Denkmal von Domenico Modugno in Polignano a Mare

Modugno wuchs in San Pietro Vernotico auf und lernte früh das Gitarren- und Akkordeon-Spiel. Mit 19 Jahren zog er nach Turin, wo er als Reifenreparateur in einer Fabrik arbeitete. Nach dem Militärdienst zog er weiter nach Rom und wurde an der Filmschule Centro Sperimentale di Cinematografia aufgenommen. Bald erhielt er erste Film- und Theaterrollen, etwa in Anni facili von Luigi Zampa (1953). Gleichzeitig wandte sich Modugno aber auch wieder der Musik zu, erst als Radiomoderator, dann als Songwriter. Seine ersten Lieder waren im apulischen, sizilianischen und napoletanischen Dialekt gehalten, darunter Lu pisci spada, La sveglietta, La donna riccia, Strada ’nfosa oder Io, mammeta e tu. Erste Aufmerksamkeit erregte er mit dem Lied Lazzarella, das in der Interpretation von Modugno und Aurelio Fierro das Festival di Napoli gewann.
Zusammen mit Johnny Dorelli präsentierte Modugno das Lied Nel blu, dipinto di blu (Volare), das er zusammen mit Franco Migliacci geschrieben hatte, beim seit 1951 an der Riviera stattfindenden Sanremo-Festival 1958. Das Lied war ein überwältigender Erfolg, gewann den Wettbewerb und wurde später auch beim dritten Grand Prix Eurovision de la Chanson (1958) ins Rennen geschickt, wo Modugno den dritten Platz belegte. Auch in den USA wurde das Lied ein Nummer-eins-Hit und konnte bei den Grammy Awards 1959 gleich beide Hauptkategorien, Single des Jahres und Song des Jahres, für sich entscheiden.
Auf dieser Erfolgswelle trat Modugno (wieder mit Dorelli) auch beim Sanremo-Festival 1959 an und gewann mit Piove (Ciao, ciao, bambina) erneut. Wie im Vorjahr präsentierte er das Lied auch beim Eurovision Song Contest 1959, wo er diesmal den sechsten Platz belegte. Weitere populäre Lieder Modugnos zu dieser Zeit waren Vecchio frack, Notte lunga notte und Pasqualino marajà. 1959 hatte er auch eine Rolle im Film Die größte Schau der Nacht von Alessandro Blasetti, 1960 in Adua und ihre Gefährtinnen von Antonio Pietrangeli. Mit Libero belegte Modugno beim Sanremo-Festival 1960 den zweiten Platz (nur hinter Claudio Villa), auch die Single Notte di luna calante war erfolgreich. 1961 spielte Modugno eine Hauptrolle im Musiktheater Rinaldo in campo von Garinei und Giovannini, für das er auch die Musik geschrieben hatte, eine Rolle im Film Das Jüngste Gericht findet nicht statt von Vittorio De Sica, und war mit Giovane amore und La novia erfolgreich.
Nun zusammen mit Claudio Villa, gewann Modugno 1962 zum dritten Mal das Sanremo-Festival mit Addio… addio…. Weitere Erfolge des Jahres waren seine Singles Selene und Stasera pago io. Im Musiktheater Tommaso d’Amalfi von Eduardo De Filippo übernahm er erneut eine Hauptrolle. Erfolg des Jahres war die Single Lettera di un soldato. Im Jahr 1963 führte er selbst Regie bei dem autobiographischen Film Tutto è musica. 1964 kehrte er mit Che me ne importa… a me zum Sanremo-Festival zurück und gewann im selben Jahr auch das Festival di Napoli mit dem Lied Tu si’ ’na cosa grande. 1965 spielte er die Hauptrolle im Fernsehfilm Scaramouche von Daniele D’Anza und schrieb die Filmmusik dazu.
Ein vierter Sieg gelang Modugno beim Sanremo-Festival 1966 mit Dio, come ti amo, zusammen mit Gigliola Cinquetti. Kein Glück hatte er damit jedoch beim Eurovision Song Contest 1966, wo er mit null Punkten den letzten Platz belegte. In den folgenden Jahren gab es weitere Sanremo-Teilnahmen Modugnos, 1967 mit Sopra i tetti azzurri del mio pazzo amore, 1968 mit Il posto mio, 1970 mit La lontananza, 1971 mit Come stai? und 1972 mit Un calcio alla città. 1968 spielte Modugno in der Episode Che cosa sono le nuvole? von Pier Paolo Pasolini im Episodenfild Laune auf Italienisch mit, 1972 in Teuflisches Spiel von Luigi Comencini. Zwischen 1973 und 1975 spielte er in einer italienischen Inszenierung der Dreigroschenoper durch Giorgio Strehler Mackie Messer, 1974 ging er zum letzten Mal in Sanremo ins Rennen, mit dem Lied Questa è la mia vita. Erfolgreich war er 1975 noch mit Piange il telefono und 1976 mit Il maestro di violino; in diesem Jahr trat er auch als Gast wieder in Sanremo auf. Dies wiederholte er 1977, außerdem trat er im Theaterstück Don Giovanni in Sicilia auf, 1978 in der Musikkomödie Cyrano.

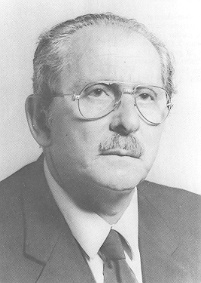
Modugno als Abgeordneter

Im Jahr 1984 erlitt Modugno einen Schlaganfall. Danach war er nur noch begrenzt in der Lage, aufzutreten; 1986 schloss er sich dem Partito Radicale an, wurde Parteichef und vertrat die Partei von 1987 bis 1990 in der Abgeordnetenkammer des italienischen Parlaments. 1991 verschlechterte sich sein Zustand noch einmal, 1993 nahm er noch ein letztes Lied zusammen mit seinem Sohn Massimo Modugno auf, Delfini. 1994 starb er auf Lampedusa.
Der Asteroid (6598) Modugno wurde nach ihm benannt.

## Diskografie
Anmerkung: Italienische Charts setzen erst ab 1960 (Singles) bzw. 1964 (Alben) ein.

### Alben
| Jahr | Titel Musiklabel, Katalog-Nr.                                                       | Höchstplatzierung, Gesamtwochen, AuszeichnungChartplatzierungen (Jahr, Titel, Musiklabel, Katalog-Nr., Platzierungen, Wochen, Auszeichnungen, Anmerkungen) | Höchstplatzierung, Gesamtwochen, AuszeichnungChartplatzierungen (Jahr, Titel, Musiklabel, Katalog-Nr., Platzierungen, Wochen, Auszeichnungen, Anmerkungen) | Anmerkungen     |
| Jahr | Titel Musiklabel, Katalog-Nr.                                                       | IT | US | Anmerkungen     |
| ---- | ----------------------------------------------------------------------------------- | --- | --- | --------------- |
| 1958 | Volare (Nel blu dipinto di blu)                                                     | — | US8 (6 Wo.)US |                 |
| 1970 | Domenico Modugno RCA, PSL 10468                                                     | IT9 (16 Wo.)IT | — |                 |
| 1975 | Piange… il telefono e le più belle canzoni di Domenico Modugno Carosello, CLN 25057 | IT12 (10 Wo.)IT | — |                 |
| 2007 | Domenico Modugno Sony BMG                                                           | IT42 (3 Wo.)IT | — |                 |
| 2008 | Mr. Volare Sony BMG                                                                 | IT64 (2 Wo.)IT | — |                 |
| 2010 | New Artwork 2009 (Successi Flashback) Sony                                          | IT88 (1 Wo.)IT | — |                 |
| 2013 | I successi dell’uomo in frack Sony                                                  | IT28 (10 Wo.)IT | — | erschienen 2011 |
| 2013 | Ragazzo del sud Sony                                                                | IT32 (4 Wo.)IT | — |                 |
| 2013 | Volare                                                                              | IT54 (1 Wo.)IT | — |                 |
| 2013 | Tutto Modugno – Mr. Volare 1956–1964 Warner                                         | IT72 (2 Wo.)IT | — |                 |
| 2013 | Un’ora con… Sony                                                                    | IT91 (1 Wo.)IT | — |                 |

grau schraffiert: keine Chartdaten aus diesem Jahr verfügbar
alle LPs
- 1955: I successi di Domenico Modugno I (RCA Italiana, A10V 0029)
- 1955: I successi di Domenico Modugno II (RCA Italiana, A10V 0030)
- 1956: Domenico Modugno e la sua chitarra – Un poeta un pittore un musicista (Fonit, LP 200)
- 1956: Domenico Modugno e la sua chitarra n° 2 – Un poeta un pittore un musicista (Fonit, LP 201)
- 1958: La strada dei successi (Fonit, LP 260)
- 1958: Domenico Modugno (Fonit, LP 261)
- 1958: Domenico Modugno (Fonit, LP 278)
- 1958: Domenico è sempre Domenico (RCA Italiana, PML 10019)
- 1959: Domenico Modugno (Fonit, LP 20003)
- 1960: Domenico Modugno (Fonit, LP 20011)
- 1961: Modugno (Fonit, LP 20015)
- 1961: Rinaldo in campo (Fonit, LP 20016)
- 1962: Domenico Modugno (Fonit, LP 20022)
- 1963: Tutto è musica (Fonit, LPR 20024)
- 1963: Modugno siciliano (Fonit, LPQ 09006)
- 1964: Modugno (Fonit, LPQ 09014)
- 1966: Dio, come ti amo (Curci, SPLP 901)
- 1967: Modugno (Curci, SPLP 902)
- 1968: Domenico Modugno (RCA Italiana, PSL 10433)
- 1970: Domenico Modugno (RCA Italiana, PSL 10468)
- 1971: Con l’affetto della memoria (RCA Italiana, PSL 10513)
- 1972: Tutto Modugno (RCA Italiana, PSL 10552; 6-LP-Edition)
- 1973: Il mio cavallo bianco (RCA Italiana, DPSL 10616)
- 1975: Piange… il telefono e le più belle canzoni di Domenico Modugno (Carosello, CLN 25057)
- 1976: L’anniversario (Carosello, CLN 25066)
- 1977: Dal vivo alla Bussoladomani (Carosello, CLN 25077)
- 1978: Cyrano (Carosello, CLN 25081)
- 1984: Pazzo amore (Panarecord, 33311)

### Singles
| Jahr | Titel Album                                                                              | Höchstplatzierung, Gesamtwochen, AuszeichnungChartplatzierungen (Jahr, Titel, Album, Platzierungen, Wochen, Auszeichnungen, Anmerkungen) | Höchstplatzierung, Gesamtwochen, AuszeichnungChartplatzierungen (Jahr, Titel, Album, Platzierungen, Wochen, Auszeichnungen, Anmerkungen) | Höchstplatzierung, Gesamtwochen, AuszeichnungChartplatzierungen (Jahr, Titel, Album, Platzierungen, Wochen, Auszeichnungen, Anmerkungen) | Höchstplatzierung, Gesamtwochen, AuszeichnungChartplatzierungen (Jahr, Titel, Album, Platzierungen, Wochen, Auszeichnungen, Anmerkungen) | Anmerkungen                                                    |
| Jahr | Titel Album                                                                              | IT | DE | UK | US | Anmerkungen                                                    |
| ---- | ---------------------------------------------------------------------------------------- | --- | --- | --- | --- | -------------------------------------------------------------- |
| 1958 | Nel blu dipinto di blu (Volare) Domenico Modugno (1958)                                  | IT— Gold (2021)IT | — | UK10 (12 Wo.)UK | US1 (16 Wo.)US | Fonit, SP 30183 IT: 2013 Platz 55 (1 Woche) in den FIMI-Charts |
| 1959 | Piove (ciao ciao bambina) Domenico Modugno (1959)                                        | — | DE12 (3 Wo.)DE | UK29 (1 Wo.)UK | US97 (1 Wo.)US | Fonit, SP 30492                                                |
| 1960 | Libero Domenico Modugno (1960)                                                           | IT2 (12 Wo.)IT | — | — | — | Fonit, SPM 1                                                   |
| 1960 | Più sola Domenico Modugno (1960)                                                         | IT16 (2 Wo.)IT | — | — | — | Fonit, SPM 2; B-Seite von Libero                               |
| 1960 | Nel bene e nel male Domenico Modugno (1960)                                              | IT20 (1 Wo.)IT | — | — | — | Fonit, SPM 3                                                   |
| 1960 | Notte di luna calante Modugno (1961)                                                     | IT4 (20 Wo.)IT | — | — | — | Fonit, SPM 7                                                   |
| 1961 | Giovane amore Modugno (1961)                                                             | IT3 (17 Wo.)IT | — | — | — | Fonit, SPM 11                                                  |
| 1961 | Micio nero Modugno (1961)                                                                | IT18 (2 Wo.)IT | — | — | — | Fonit, SPM 12                                                  |
| 1961 | Dalla mia finestra sul cortile Modugno (1961)                                            | IT15 (1 Wo.)IT | — | — | — | Fonit, SPM 12; B-Seite von Micio nero                          |
| 1961 | La novia Domenico Modugno (1962)                                                         | IT2 (8 Wo.)IT | — | — | — | Fonit, SPM 15                                                  |
| 1962 | Addio… addio… Domenico Modugno (1962)                                                    | IT1 (6 Wo.)IT | — | — | — | Fonit, SPM 22                                                  |
| 1962 | Selene Domenico Modugno (1962)                                                           | IT13 (2 Wo.)IT | — | — | — | Fonit, SPM 21                                                  |
| 1962 | Stasera pago io Tutto è musica                                                           | IT4 (11 Wo.)IT | — | — | — | Fonit, SPM 27                                                  |
| 1963 | Io peccatore Tutto è musica                                                              | IT15 (1 Wo.)IT | — | — | — | Fonit, SPM 29                                                  |
| 1963 | Lettera di un soldato Tutto è musica                                                     | IT5 (9 Wo.)IT | — | — | — | Fonit, SPM 28                                                  |
| 1964 | Che me ne importa… a me Modugno (1964)                                                   | IT8 (6 Wo.)IT | — | — | — | Fonit, SPM 30                                                  |
| 1966 | Dio, come ti amo                                                                         | IT1 (11 Wo.)IT | — | — | — | Curci, Sp 1014                                                 |
| 1970 | Come hai fatto Domenico Modugno (1970)                                                   | IT4 (9 Wo.)IT | — | — | — | RCA Italiana, PM 3506                                          |
| 1970 | La lontananza Domenico Modugno (1970)                                                    | IT1 (23 Wo.)IT | — | — | — | RCA Italiana, PM 3525                                          |
| 1971 | Come stai Tutto Modugno 1                                                                | IT8 (6 Wo.)IT | — | — | — | RCA Italiana, PM 3574                                          |
| 1971 | Tuta blu Tutto Modugno 4                                                                 | IT15 (7 Wo.)IT | — | — | — | RCA Italiana, PM 3594                                          |
| 1972 | Dopo lei Tutto Modugno 6                                                                 | IT17 (3 Wo.)IT | — | — | — | RCA Italiana, PM 3633                                          |
| 1972 | Un calcio alla città Tutto Modugno 3                                                     | IT19 (7 Wo.)IT | — | — | — | RCA Italiana, PM 3641                                          |
| 1973 | Amara terra mia Con l’affetto della memoria                                              | IT11 (7 Wo.)IT | — | — | — | RCA Italiana, PM 3695                                          |
| 1974 | Questa è la mia vita                                                                     | IT14 (5 Wo.)IT | — | — | — | RCA Italiana, TPBO 1022                                        |
| 1975 | Piange… il telefono Piange… il telefono e le più belle canzoni di Domenico Modugno       | IT1 (23 Wo.)IT | — | — | — | Carosello, CI 20390                                            |
| 1975 | Domenica L’anniversario                                                                  | IT20 (3 Wo.)IT | — | — | — | Carosello, CI 20404; B-Seite von Il maestro di violino         |
| 1975 | Il maestro di violino L’anniversario                                                     | IT3 (14 Wo.)IT | — | — | — | Carosello, CI 20404                                            |
| 1976 | L’anniversario                                                                           | IT9 (9 Wo.)IT | — | — | — | Carosello, CI 20429                                            |
| 1977 | Il vecchietto                                                                            | IT23 (3 Wo.)IT | — | — | — | Carosello, CI 20441                                            |
| 2013 | Vecchio frack Domenico Modugno e la sua chitarra nº 2 – Un poeta un pittore un musicista | IT72 (1 Wo.)IT | — | — | — | erschienen 1955                                                |
| 2013 | Meraviglioso Domenico Modugno (1968)                                                     | IT80 (1 Wo.)IT | — | — | — | erschienen 1968                                                |

grau schraffiert: keine Chartdaten aus diesem Jahr verfügbar

## Filmografie (Auswahl)
- 1952: Karawane der Sünde (La carovana del peccato)
- 1955: Abenteuer der vier Musketiere (I cavalieri della regina)
- 1955: Rebell für die Freiheit (Il mantello rosso)
- 1957: Ehemänner in der Stadt (Mariti in città)
- 1958: Freundinnen (Moglie pericolose)
- 1959: Esterina (Esterina)
- 1959: Liebe als Alibi (Nel blu dipinto di blu)
- 1959: Tschau, tschau, Bambina (Ciao, ciao, bambina)
- 1960: Rendezvous in Ischia (Appuntamento ad Ischia)
- 1961: Das Jüngste Gericht findet nicht statt (Il giudizio universale)
- 1963: Tutto è musica – auch Regie, Drehbuch, Produktion
- 1967: Drei Bissen vom Apfel (Three Bites of the Apple)
- 1972: Teuflisches Spiel (Lo scopone scientifico)

## Belege
1. ↑  Enrico Deregibus (Hrsg.): Dizionario completo della Canzone Italiana. Giunti Editore, Mailand 2006, ISBN 978-88-09-75625-0, Domenico Modugno, S. 309–313.
2. ↑  Chartquellen (Alben):
  - Guido Racca: M&D Borsa Album 1964-2019. Selbstverlag, 2019, ISBN 978-1-09-470500-2, S. 229 f.
  - Guido Racca & Chartitalia: Top 100 FIMI Album. Lulu, 2013, S. 140 (1995–2012).
  - Alben von Domenico Modugno. In: Italiancharts.com. Hung Medien, abgerufen am 7. November 2016 (ab 2000).
  - Alben von Domenico Modugno. In: worldradiohistory.com. Billboard, abgerufen am 3. September 2023.
3. ↑  Chartquellen (Singles):
  - Guido Racca: M&D Borsa Singoli 1960-2019. Selbstverlag, 2019, ISBN 978-1-09-326490-6, S. 311.
  - Archivio classifiche Top Digital. FIMI, abgerufen am 7. November 2016 (italienisch, IT).
  - Domenico Modugno. In: Offizielle deutsche Charts. GfK Entertainment, abgerufen am 7. November 2016 (DE).
  - Domenico Modugno. In: Officialcharts.com. Official Charts Company, abgerufen am 7. November 2016 (englisch, UK).
  - Domenico Modugno in den Billboard-Charts. Billboard, abgerufen am 7. November 2016 (englisch, US).
4. ↑  Auszeichnungen für Musikverkäufe: IT

| Personendaten    | Personendaten                                                                          |
| ---------------- | -------------------------------------------------------------------------------------- |
| NAME             | Modugno, Domenico                                                                      |
| KURZBESCHREIBUNG | italienischer Cantautore, Schauspieler und Politiker, Mitglied der Camera dei deputati |
| GEBURTSDATUM     | 9. Januar 1928                                                                         |
| GEBURTSORT       | Polignano a Mare                                                                       |
| STERBEDATUM      | 6. August 1994                                                                         |
| STERBEORT        | Lampedusa                                                                              |